# Адамий
Адами́й (адыг. Адэмый) — аул в Красногвардейском муниципальном районе Республики Адыгея России. Входит в состав Красногвардейского сельского поселения. 

## География
Расположен на берегу Краснодарского водохранилища, возле устья реки Белой.

## История
Аул Адамий основан в 1864 году и носит имя одного из небольших племенных подразделений черкесов (адыгов) — адамиевцев. По мнению турецкого путешественника Эвлии Челеби, самоназвание адамиевцев происходит от турецкого слова адам — «человек». В ауле сохранились исторические названия кварталов: Хьаткъокъохьабл — «Околоток Хатковых», Гурагохэр — «Околоток Гураговых».
В 1922 — 1923 годах аул Адамий был административным центром Ширванского округа Адыгейской (Черкесской) автономной области.

## Население
| 2002  | 2010  | 2013  | 2014  | 2015  | 2016  | 2017  |
| ----- | ----- | ----- | ----- | ----- | ----- | ----- |
| 1192  | ↗1354 | ↘1322 | ↘1304 | ↗1316 | ↗1327 | ↗1344 |
| 2018  | 2019  | 2020  | 2021  | 2023  | 2024  |       |
| ↘1340 | ↗1402 | ↗1406 | ↘1338 | ↘1309 | ↗1314 |       |

По данным Всероссийской переписи 2021 года:
| Народ               | Численность, чел. | Доля от всего населения, % |
| ------------------- | ----------------- | -------------------------- |
| адыги (черкесы)     | 969               | 72,42 %                    |
| русские             | 272               | 20,33 %                    |
| армяне              | 50                | 3,74 %                     |
| другие / не указано | 47                | 3,51 %                     |
| всего               | 1 338             | 100,0 %                    |

## Улицы
| - Адыгейская, - Андрухаева, - Богузокова, - Восточная, - Г. Читао, - Гагарина, - Комсомольская, - Котовского, - Ленина, - Ломоносова, | - М. Кудаева, - Майкопская, - Мира, - Набережная, - Новая, - Победы, - Полевая, - Пролетарская, - Пушкина, | - Революционная, - Свердлова, - Советская, - Терешковой, - Чапаева, - Широкая, - Школьная, - Шовгенова, - Шоссейная. - Молодежная |